# 1437 км (блокпост)
1437 кіломе́тр — залізничний блокпост Одеської дирекції Одеської залізниці на лінії Роздільна I — Кучурган.
Розташований у місті Роздільна, Роздільнянський район, Одеської області за розгалуженням на Подільськ між станціями Роздільна I (1 км) та Кучурган (12 км).
Пасажирського сполучення між двома залізничними магістралями немає, тому станом на початок 2018 р. на платформі не зупиняються приміські поїзди.